# Macrosiphoniella davazhamci
Macrosiphoniella davazhamci är en insektsart. Macrosiphoniella davazhamci ingår i släktet Macrosiphoniella och familjen långrörsbladlöss. Inga underarter finns listade i Catalogue of Life.